# Говорово
Го́ворово (рос. Говорово, ерз. Говорово) — село у складі Старошайговського району Мордовії, Росія. Входить до складу Шигонського сільського поселення.
Населення — 140 осіб (2010; 193 у 2002).
Національний склад (станом на 2002 рік):
- росіяни — 91 %